# Звездин, Иван Андреевич
Иван Андреевич Звездин (1 мая 1899, Нижний Новгород — 10 июля 1979, Москва) — советский архитектор. Автор ряда проектов жилых и общественных зданий в Москве.

## Биография

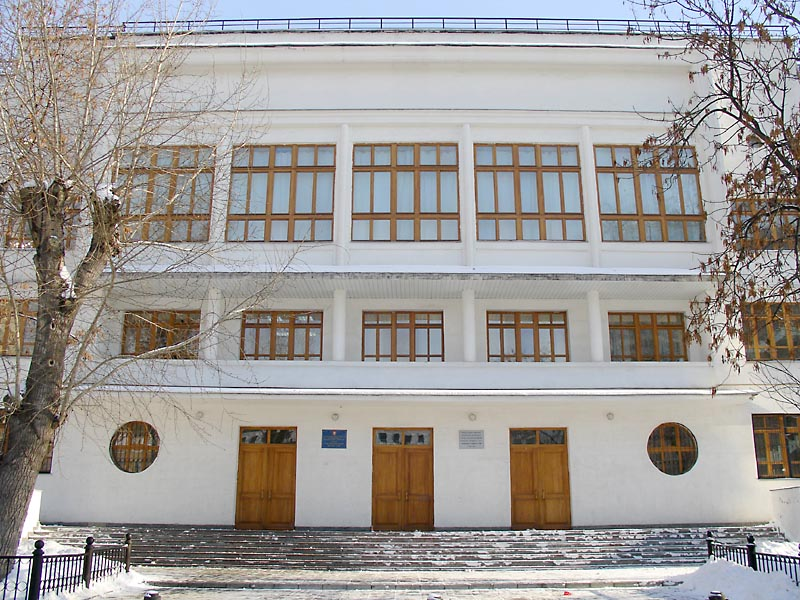
Школа № 518 на Садовнической наб.

Родился 1 мая 1899 года в Нижнем Новгороде. В 1917 году окончил гимназию с серебряной медалью и поступил на архитектурное отделение Нижегородского политехнического института. Принимал участие в Гражданской войне. В 1922 году перевёлся в Московский институт гражданских инженеров, позднее преобразованный в Высшее инженерно-строительное училище (ВИСУ). В 1927 году окончил вуз со званием архитектора. Во время учёбы занимался проектированием ряда зданий под руководством братьев Весниных, М. Я. Гинзбурга, И. А. Голосова и К. С. Мельникова.
В 1927 году под руководством Г. Б. Бархина занимался проектированием здания газеты «Известия». В 1928 году работал в проектном бюро Мосстроя, где спроектировал ряд зданий в районе Дангауэровки и Тюфелевой рощи. В 1929—1941 годах работал в мастерской № 10 Моспроекта. По его проектам был построен ряд жилых и общественных зданий: школа № 518 на Садовнической набережной (1935), школа № 201 на улице Зои и Александра Космодемьянских (1935), Институт животноводства на улице 8 Марта, здание Управления пароходства.
В 1934 году вступил в Союз архитекторов СССР, член КПСС с 1942 года. Принимал участие в Великой Отечественной войне, служил в звании майора. В 1943—1944 годах — руководитель внешнего оформления Москвы. В 1945—1952 годах — директор 1-й архитектурно-проектной конторы Управления по делам архитектуры Москвы.
В 1952—1953 годах работал в Румынии советником Министерства коммунального хозяйства и Комитета Совета Министров Румынской Народной Республики по архитектуре и строительству. Также работал в Бирме. С 1955 года работал в Москве в мастерской № 4 Моспроекта, где занимался проектированием общественных и жилых зданий.
Преподавал архитектурное проектирование в ВИСУ, ВАСИ и Военно-инженерной академии. До 1973 года занимался организацией выставок. Делегат 1-го съезда архитекторов СССР.
Жил в Москве по адресу: улица Чайковского, дом 18. В 1973 году вышел на пенсию. Умер 10 июля 1979 года. Похоронен на Новодевичьем кладбище (ряд 22, место 2).

## Награды
- Орден Красной Звезды (1947) — за успешную работу по осуществлению Генерального плана реконструкции Москвы[7]
- Медаль «За оборону Москвы»[4]
- Медаль «За победу над Германией в Великой Отечественной войне 1941—1945 гг.»[4]